# Beersheba
Beersheba (Be'er Sheva eller Beer-sheva) (hebraisk: בְּאֶר שֶׁבַע) er beliggende i den nordlige del af Negev-ørkenen og kaldes ofte Negev-ørkenens hovedstad eller "porten til Negev".
Beersheba er Israels center for bioteknologi, vandingsteknologi og ørkenstudier. Byen er en blomstrende industriby (især kemikalier, tekstil og byggeindustri) med Ben-Gurion Universitet, hospital, medicinsk fakultet, musikkonservatorium, symfoniorkester, kunstcenter, hoteller, restauranter, fabrikker mm.
Selv om Beersheba er blevet en relativt civiliseret by har den stadig noget af sin gamle grænselandsatmosfære med både travlhed, larm og en afslappet levevis i det varme klima. Beersheva er beduinernes handelscentrum i Negev (Ha'Negev) med det kendte beduinmarked en gang om ugen. Der bor en del beduiner i byen og i nærliggende beduinlandsbyer.
Øst for det nuværende Beersheba ligger det bibelske Tel Beer Sheva, der går helt tilbage til ca. 4.000 år f.Kr. I 1880'erne og 1890'erne byggede tyrkerne en ny by (i dag "den gamle bydel") som blev det administrative centrum for Negev og som i dag stadig er det egentlige bycentrum med de gamle flotte bygninger og det usædvanlige rektangulære gadenet. I den britiske mandatperiode boede der kun omkring 3.000, men fra 1951 begyndte byen at vokse kraftigt med nye bydele og uden den store byplanlægning. Beersheba har ca. 183.000 indbyggere.

## Navnets oprindelse
Navnet Beersheba kommer af den hebraiske sprogstamme, og kan betyde forskellige ting:
"Pagtens Brønd" (Abraham og Abimelech laver en pagt ved denne brønd) eller "De syv brønde" (de syv brønde af Isak, dog har man kun fundet 3 eller 4). Be'er er hebraisk for Brønd, mens sheva er hebraisk for enten syv eller pagt.